# Rock latino
Genres dérivés
Latin alternative
Le rock latino, ou latin rock, désigne un sous-genre musical reprenant des sons et éléments issus de la musique latino-américaine et du folk des Caraïbes mêlés à du rock,,,,.
Le rock latino diffère du « rock issu d'Amérique latine »,,, ou du rock en espagnol,,. Il est aussi proche de la scène latino-américaine (qui mêle éléments du continent et rock alternatif, pop, musique électronique, indie ou hip-hop entre autres),,,,, un terme souvent utilisé pour ce même phénomène.

## Histoire

### Origines (années 1950–1960)

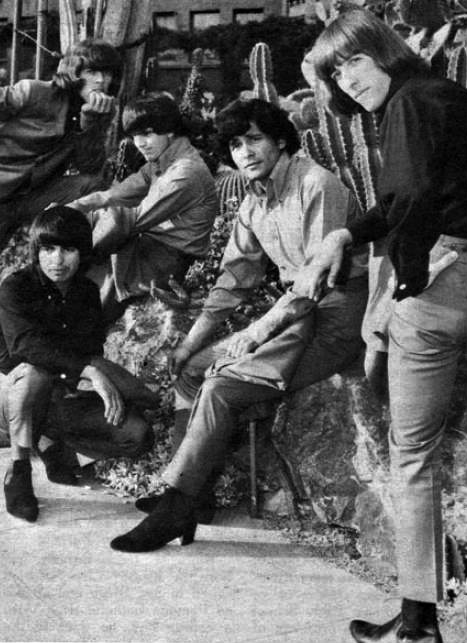
Sir Douglas Quintet, groupe de rock américain ayant expérimenté les éléments de folk latino dans les années 1960.

Le rock and roll des années 1950 est issu de diverses sources dont le rhythm and blues africain, le blues, le gospel, le country, le bluegrass, le western swing, et la musique pop Tin Pan Alley. Il comprend également quelques éléments de musique latino-américaine. Les rythmes des Caraïbes comme la calypso sont notés dans la surf music ; et quelques morceaux de rock and roll se basent sur le cha-cha-cha ou le mambo.
Le rock latino (dont le terme n'est pas encore crédité à cette période) émerge aux États-Unis à la fin des années 1950. En 1958, une chanson intitulée La bamba, du musicien de rock chicano Ritchie Valens est publiée. Cette même année, le groupe de rock instrumental The Champs sortent Tequila, un morceau qui incorpore des éléments latino (composés par le chicano Danny Flores).
Dans les années 1960, des musiciens et groupes de rock comme Thee Midniters, Question Mark and the Mysterians, Sam the Sham and the Pharaohs ou Sir Douglas Quintet commencent à adopter des rythmes latino à leurs compositions. À cela s'ajoute le pic du rock chicano en Californie
D'un autre côté, dans certains pays latino-américains, le rock latino commence à se développer au Pérou, à la Colombie ou à l'Argentine, mais plus particulièrement au Brésil où la tropicália apparait au milieu des années 1960 avec des premières sorties de Os Mutantes, Gal Costa et Caetano Veloso entre 1967 et 1970, un mouvement musical mêlant le rock avec de la bossa nova, psychedelia et d'autres éléments de musique latine qui contribueront à la naissance du genre.

### Naissance du terme (1970)
En 1969, après la sortie du premier album de Santana, le rock latino commence à apparaitre aux États-Unis et à l'international. Ils décrivent le style musical du groupe comme un mélange de rythmes latino-américains et des Caraïbes, de soul, jazz, funk, blues, psychedelia et rhythm and blues basé sur du rock,.
D'autres groupes émergent dans le style comme Malo, Ocho, Mandrill, El Chicano, Eddie Palmieri's Harlem River Drive, War, Sapo et Azteca au début des années 1970 popularisant le genre depuis 1970-1971. Le genre arrive aussi en Europe, avec le groupe espagnol Barrabás, le groupe néerlandais Massada et le groupe britannico-africain Osibisa.
Entretemps, le reggae jouit du succès international. Cette musique rythmique originaire de Jamaïque séduit dans les années 1960, évoluant du ska, rocksteady et du bluebeat. Depuis ses origines, avec celles du rock mélangé à des rythmes de folk jamaïcains, les éléments de musique latine influencent cette scène. Néanmoins, le reggae et le ska ne feront jamais partie de la scène rock latino. D'un autre côté, le disco inspirera le rock latino pendant les années 1970.

### Évolution (depuis 1980)

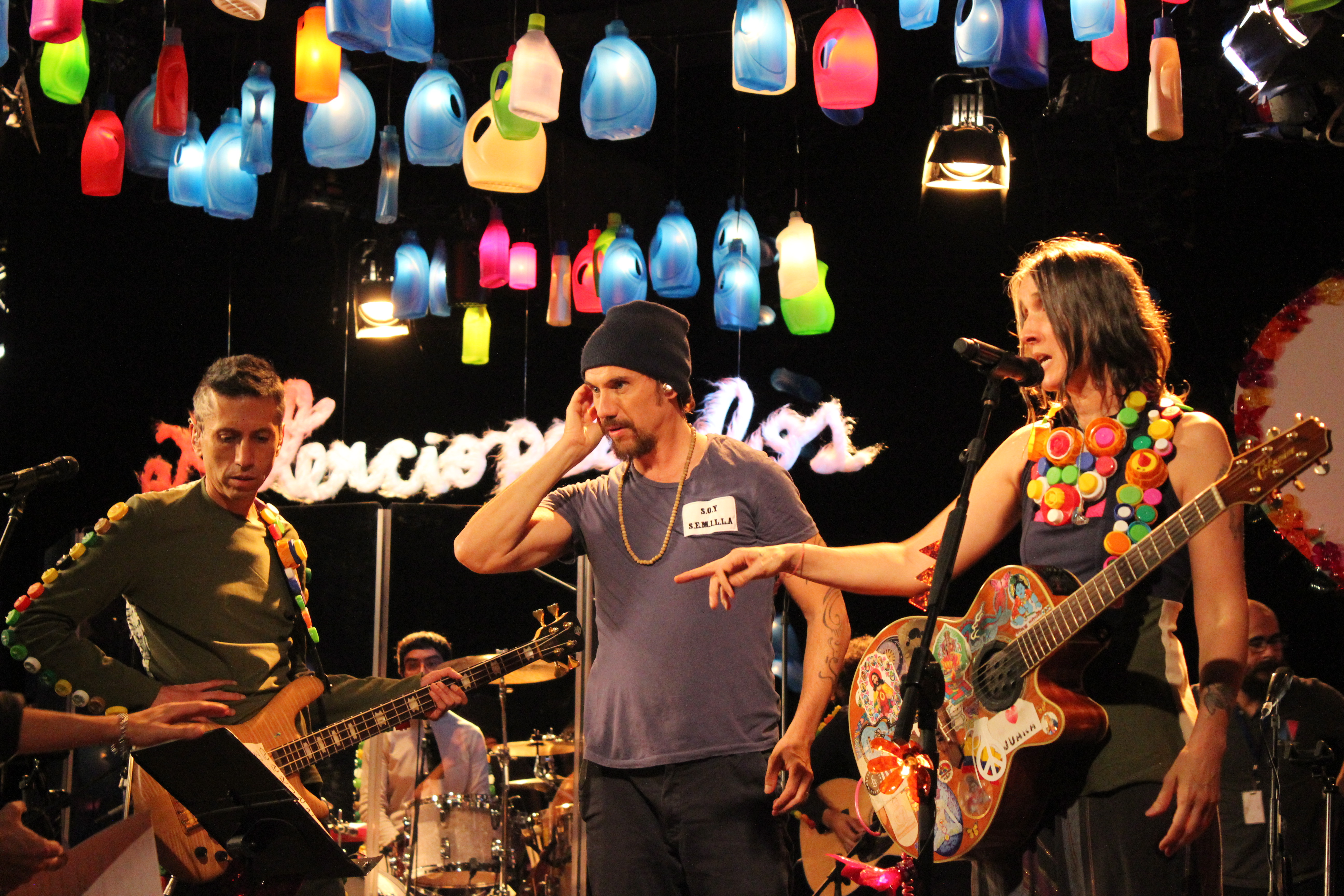
Le groupe colombien Aterciopelados et le groupe espagnol Macaco.

Après l'éclosion du punk à la fin des années 1970, le genre s'inspire d'autres styles musicaux. Certains groupes de punk et new wave britanniques comme The Clash incorporent des éléments dits « latins » dans Sandinista! (1980). D'autres groupes comme Bow Wow Wow, Gang of Four, The Slits ou Special AKA ont fait de même.
En Espagne, Los Coyotes, Los Mestizos et Radio Futura, qui se sont formés comme groupes de new wave et post-punk, s'inspireront aussi de la musique latine dans les années 1980.
En France, des groupes comme Les Négresses Vertes jouent un genre de rock mêlé world music avec des éléments de musique latine. Mais Manu Chao atteint le succès dans la scène rock latino de France avec la Mano Negra (mais aussi en solo) avec un style plus tard connu sous le nom de latin alternative. Un mélange de rock, d'éléments de musique latino, musique arabe, punk, rap, flamenco, ska et reggae.
Le genre se consolide dans les années 1990 en Amérique latine. Le groupe mexicain Maná est actuellement, et depuis 1993, celui qui a le plus de succès populaire en Amérique Latine.